# Клеобулина
Клеобулина (др.-греч. Κλεοβουλίνη,VI до н. э., Родос) — древнегреческая поэтесса и философ, дочь одного из «семи греческих мудрецов» Клеобула.
В поэзии использовала размер гексаметрического стиха, в частности, сочиняла загадки. Аристотель цитировал Клеобулину в Поэтике и Риторике. Клеобулина упоминалась в драме Кратина — «Клеобулины». Плутарх писал, что Фалес характеризовал её как женщину с умом государственного деятеля; возможно, Клеобул в годы правления находился под её влиянием.